# Alex Ríos
Alexis Israel Ríos, detto Alex (Coffee, 18 febbraio 1981), è un ex giocatore di baseball statunitense, originario di Porto Rico.

## Carriera

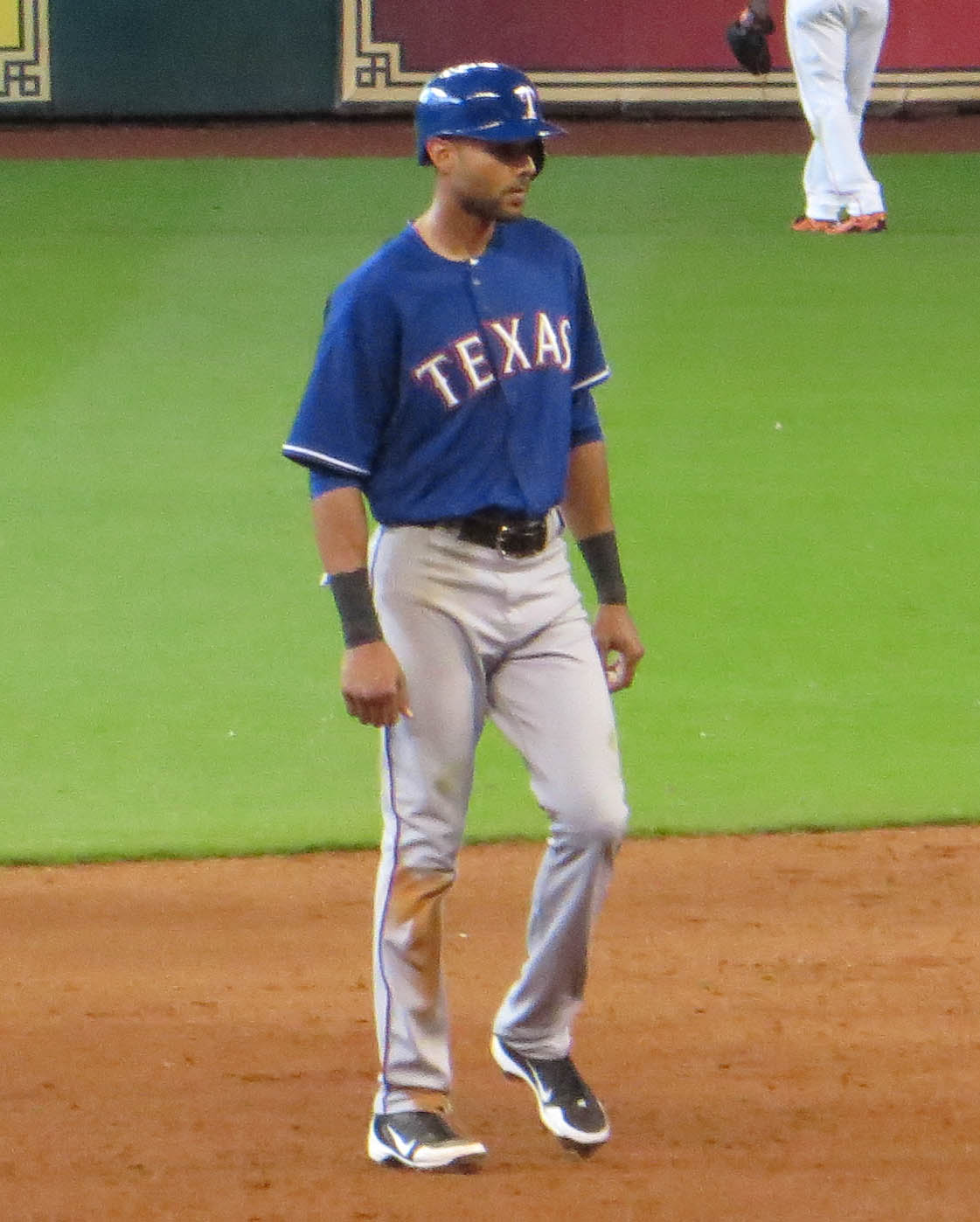
Rios con i Rangers nel 2013

Proveniente dalla San Pedro Martin High School di Guaynabo nel Porto Rico, Ríos venne selezionato nel draft MLB 1999, nel primo giro come 19ª scelta assoluta dai Toronto Blue Jays.
Ríos giocò in minor league fino al 2004.
Debuttò nella MLB il 27 maggio 2004, allo SkyDome di Toronto contro gli Anaheim Angels.
Con i Blue Jays ha disputato la sua migliore stagione nel 2007 quando chiuse con 24 fuoricampo, 191 valide, 114 punti segnati e 91 punti battuti a casa (RBI).
Nel 10 agosto 2009, Ríos venne prelevata dalla lista dei waivers dai Chicago White Sox.
Il 9 agosto 2013, i White Sox scambiarono Ríos con i Texas Rangers, lo scambio venne concluso l'11 agosto con l'invio di Leury Garcia alla squadra dell'American League di Chicago.
Free agent dalla fine della stagione 2014, Ríos firmò il 19 dicembre con i Kansas City Royals con cui alla sua prima stagione, nel 2015, diventò campione delle World Series. Pochi giorni dopo divenne nuovamente free agent, e si ritirò dal baseball professionistico.

## Nazionale
Ríos, di origini portoricane, venne convocato dalla nazionale dell'isola caraibica per il primo World Baseball Classic nel 2006, e partecipò alle due successive edizioni nel 2009 e 2013.

## Palmarès

### Club
- World Series: 1

Kansas City Royals: 2015

### Individuale
- All-Star: 2

2006, 2007
- Giocatore della settimana dell'American League: 2

7 settembre 2008, 29 settembre 2013

### Nazionale
- World Baseball Classic:  Medaglia d'Argento

Team Porto Rico: 2013